# هانت ولی (مریلند)
هانت ولی (به انگلیسی: Hunt Valley) یک منطقهٔ مسکونی در ایالات متحده آمریکا است که در شهرستان بالتیمور، مریلند واقع شده‌است.